# Патологічне накопичення тварин

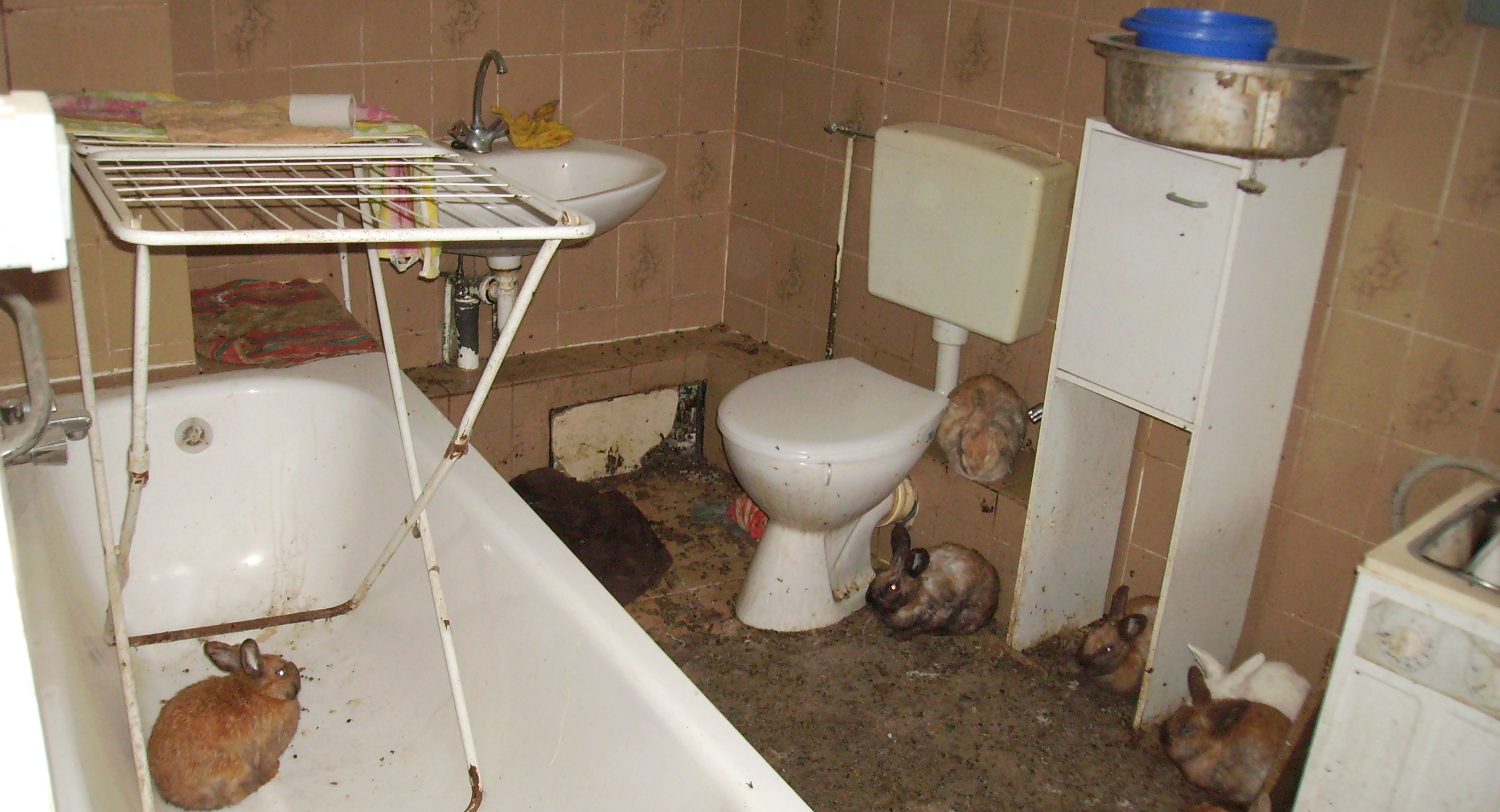
Домашні кролі в санвузлі збирача тварин

Патологічне накопичення тварин — збирання великої кількості свійських тварин за відсутності достатньої площі для їхнього проживання у квартирі (будинку) і можливості доглядати за ними належним чином — і одночасно при запереченні своєї неспроможності. Патологічне накопичення можна схарактеризувати скоріше як симптом психічного розладу, ніж як прояв жорстокості до тварин. Збирачі глибоко прив'язані до своїх вихованців, і для них неймовірно важко погодитися на втрату цих тварин. Зазвичай вони не можуть усвідомити, що тварини страждають через те, що їм не забезпечується належний догляд. Збирачі схильні вірити, що вони забезпечують своїм вихованцям достатній догляд.

## Характеристики збирача
Збирача слід відрізняти від людини, заведення тварин для якої є професією і яка може утримувати значну кількість тварин для селекційної роботи. Але в інтересах власника тварин — виростити найбільш здорову і відповідну стандартам тварину, що підвищує її цінність і отримуваний прибуток. Тому, як правило, селекціонери, на противагу збирачам, приділяють велику увагу умовам утримання своїх тварин, суворо дотримуючись всіх висунутих вимог.
Гарі Патронек, директор Центру з дослідження громадського ставлення до тварин університету Тафтса, визначає збиральництво як «патологічну поведінку людини, що включає в себе нав'язливу потребу в отриманні тварин у своє підпорядкування в поєднанні з запереченням страждань цих тварин». Згідно з іншим дослідженням, характерною ознакою є те, що збирач не в змозі забезпечити тварин їжею і водою в достатній кількості, стежити за їхнім здоров'ям, забезпечувати ветеринарний догляд, при цьому категорично заперечує свою неспроможність у забезпеченні належного догляду.
У сукупності з іншими поведінковими ознаками нав'язливого збиральництва, згідно з «Посібником із діагностики та статистичного обліку психічних захворювань, 4-е видання», збиральництво визначається як обсесивно-компульсивний розлад особистості. Як варіант, збиральництво тварин можна вважати залежністю, деменцією (маразмом, недоумством) або навіть фокальною (осередковою) маревною ідеєю.

## Юридичні рішення

### Сполучені Штати Америки
При Американському товаристві із запобігання жорстокості до тварин існує «Команда щодо запобігання збиральництву», яка працює зі збирачами з тим, щоб у них в будинку жило стільки здорових тварин, скільки вони насправді можуть утримувати.
У багатьох штатах відсутнє юридичне визначення для збиральництва тварин (хоча місцева влада може обмежити кількість і види тварин, яких люди можуть утримувати вдома), і багато людей навіть не підозрюють, наскільки жорстоко нехтують правилами утримання тварин в типових випадках збиральництва. Тварин, врятованих від збирачів, часто доводиться утримувати за рахунок самих рятувальників, і висока ціна порятунку теж може стати негативним стимулом для переслідування випадків збиральництва в судовому порядку. Ці фактори роблять тривалими та спірними юридичні процеси проти збирачів тварин і винесення вердикту «жорстоке поводження з тваринами».
У 2005 році Фонд юридичного захисту тварин (ADLF) здобув важливу перемогу в Сендфорді, штат Північна Кароліна, у справі «ADLF проти Вудлі». Закон цього штату дозволяє будь-якій особі або організації висунути позов до порушників утримання тварин. У квітні 2005 року суд у справі виніс рішення, що дозволило ADLF і владі округу вилучити понад 300 хворих, запущених собак з будинку сімейної пари Вудлі. ADLF був призначений опікуном, а збирачів визнали винними у жорстокому поводженні з тваринами. Як наступний крок, ADLF виграв право обмежити збирачів в їхньому праві на відвідування собак, які перебувають під опікою Фонду, на час апеляційного оскарження.

### Європа
У Великій Британії голова Королівського товариства захисту тварин від жорстокого поводження (RSPCA) повідомила, що в суспільстві почалася кампанія за легалізацію спостереження за людьми, які беруть собі велику кількість тварин.

### Росія
У Росії ведеться розробка закону, згідно з яким кількість тварин повинна бути обмеженою і залежати від житлової площі, що належить їхньому власнику. В той же час, зоозахисники виступають проти ухвалення даного закону. Президент Центру правового зоозахисту, Світлана Ільїнська, стверджує, що прийняття цього закону стане причиною смерті безхатніх тварин на вулиці, оскільки «жалісливі громадяни» не зможуть забирати їх до себе додому. На початку 2000-х років подібний закон був відхилений.
Водночас існують реальні випадки, коли велика кількість тварин у квартирі утримувача, що створює проблеми спільного проживання з сусідами, призводить до того, що судовим рішенням тварини вилучаються, а їхній власник навіть може бути направлений в психіатричну клініку.

### Україна
Подібні прецеденти трапляються і в Україні. Відомий випадок, коли жінка, яка утримувала більше ніж 10 собак у квартирі площею 30 м2, вчинила сильний опір судовим виконавцям усіма доступними їй засобами.

## Ризики при збиральництві тварин
При збиральництві тварин виникає безліч проблем, що стосуються як особистого, так і суспільного здоров'я. Збиральництво є причиною багатьох серйозних загроз здоров'ю як зібраних тварин, так і осіб, які проживають у приміщенні з зібраними тваринами чи живуть по сусідству.

### Вплив на здоров'я тварин
Оскільки збиральництво згубно позначається на здоров'ї тварин, воно вважається формою жорстокого поводження з тваринами. Збирачі часто виявляються не в змозі забезпечити своїм тваринам елементарний догляд, що є причиною хвороб і часто загибелі. Основні причини, що впливають на здоров'я тварини — погане харчування, надмірна скупченість і неналежний догляд. Наслідки збиральництва тривалі й продовжують впливати на тварин навіть після того, як вони були врятовані та забезпечені кращим доглядом.

#### Погане харчування
Нестача їжі та води для тварин — часта річ для збиральництва. Безпосередній результат цього — виснаження і смерть. Одне з досліджень виявило, що в половині вивчених випадків мала місце смерть хоча б однієї тварини, причому головною причиною смерті була нестача їжі та води. Погане харчування також призводить до схильності до хвороб, а зібрані тварини часто перебувають на занедбаній стадії захворювання. Щобільше, якщо їжі не вистачає, тварини починають проявляти агресію в боротьбі за їжу, вбиваючи, а іноді навіть поїдаючи інших тварин. Нездатність збирача забезпечити тварин достатньою кількістю їжі та води становить велику загрозу здоров'ю зібраних тварин.

#### Надмірне скупчення
У ситуації зі збиранням тварин надмірна скупченість також є гострою проблемою здоров'я тварин. Кількість тварин у збирачів коливається від десятка до декількох сотень, в екстремальних випадках — більше тисячі тварин. Тварин зачиняють в будинках, квартирах або трейлерах. В одному випадку з будинку було вилучено 306 котів, 87 з яких були мертві. Трупи були виявлені в димарі та меблях. Щобільше, у випадках, коли в приміщенні зачинені представники більш як одного виду, тварини можуть становити небезпеку одна для одної через міжвидову агресію. Зважаючи на недостатній життєвий простір, поширення захворювань і безпосередню близькість тварин одна до одної, надмірне скупчення є головною загрозою здоров'ю тварин при збиральництві.

#### Недбалість збирачів
Інші різноманітні проблеми зі здоров'ям можуть виникати через недбалість збирачів і неможливість забезпечити елементарний догляд за тваринами. Серед іншого слід відзначити відсутність ветеринарної допомоги. Збирачі, щоб уникнути розголосу умов утримання їхніх тварин, та зі страху, що тварин у них відберуть, часто не показують своїх тварин ветеринарам. У результаті захворювання не лікують і запускають. Інша проблема, пов'язана з неувагою власників, — антисанітарія. Елементарне прибирання продуктів життєдіяльності відсутнє практично у всіх випадках збиральництва тварин, тварини дуже брудні та кишать паразитами. Щобільше, тварини проявляють ненормальну поведінку через недостатню соціалізацію, викликану відсутністю нормального спілкування з іншими тваринами. Збирачі нехтують дотриманням навіть мінімальних стандартів догляду, що в поєднанні з недостатнім харчуванням та надмірною скупченістю призводить до проблем зі здоров'ям тварин.

#### Тривалі наслідки
Багато проблем зі здоров'ям тварин тривають навіть після того, як тварини звільнені. Тимчасові притулки для тварин або громадські організації змушені розставляти пріоритети в роботі з великою кількістю врятованих тварин, через що іноді не можуть забезпечувати необхідне лікування багатьом тваринам. Більшість з врятованих тварин неможливо знову прилаштувати у зв'язку з незадовільними станом здоров'я і поведінкою. Дуже часто приспання стає єдиним варіантом розв'язання проблеми, оскільки тривале проживання в умовах тісноти з іншими тваринами чинить сильний вплив на здоров'я і соціалізацію тварин та вимагає занадто великих витрат на їхню подальшу реабілітацію.

### Ризики для людей
Накопичення тварин викликає велику кількість проблем зі здоров'ям як у самих збирачів, так і у тих, хто живе поруч з ними. Збирачі не в змозі усунути погіршення санітарних умов та зменшення життєвого простору. Внаслідок нехтування здоров'ям, своїм і оточуючих, збільшується ризик пожеж, зоонозних захворювань, інтоксикацій.

#### Проблеми санітарії

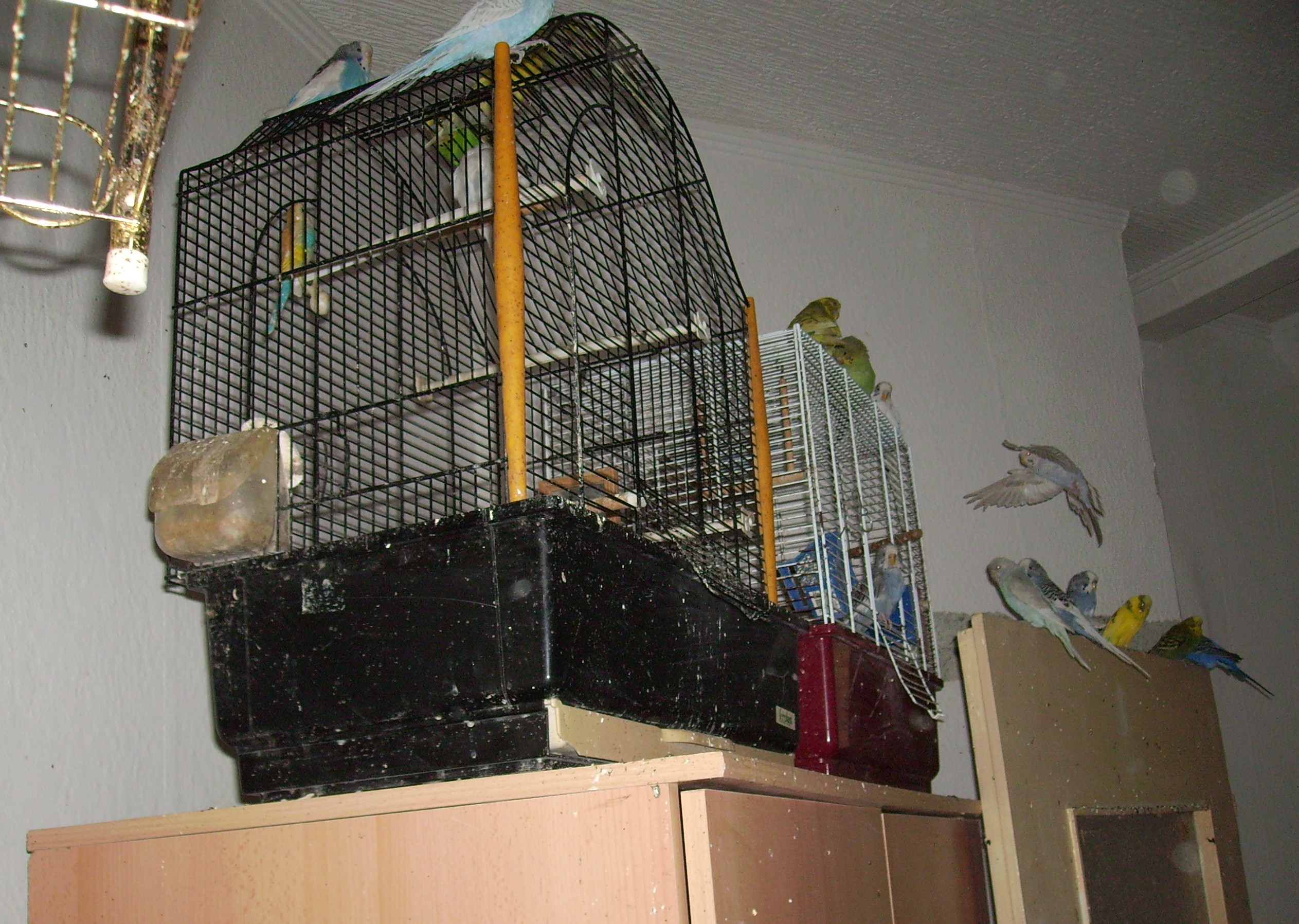
Антисанітарія в кімнаті збирача хвилястих папужок

Поганий санітарний стан приміщення створює небезпеку для здоров'я людей і тварин. У типовому місці проживання великої кількості тварин відходи їхньої життєдіяльності потрапляють на навколишні предмети та меблі. Відомий випадок, коли в такому приміщенні підлога й інші поверхні були вкриті шестидюймовим шаром фекалій та сміття.
На додаток до неприємного запаху, який створює незручність сусідам, біологічні відходи являють собою серйозну небезпеку для здоров'я через поширення паразитів і наявність високого вмісту аміаку в повітрі. Департаментом безпеки та гігієни Сполучених Штатів встановлено, що вміст аміаку у концентрації 300 частин на мільйон є загрозливим для життя людей; в більшості випадків в приміщеннях збирачів тварин концентрація аміаку в атмосфері наближається до цього значення, що вимагає використання захисного одягу і протигазів для проведення перевірок та вилучення тварин. Причому навіть після провітрювання вміст аміаку в приміщенні досягає 152 одиниці на мільйон.
Постійна присутність відходів життєдіяльності також погіршує умови зберігання і приготування їжі, через що завжди присутній ризик харчових отруєнь. Постійно присутня велика кількість комах і гризунів, які поширюються на прилеглі території. Відомий випадок закриття початкової школи через зараження блохами, що поширювались від збирача псів, який жив неподалік.
Крім того, збирачі на додаток до тварин також можуть збирати й різні предмети, що призводить до безладу. Це можуть бути старі газети, одяг та упаковки від їжі. Велика кількість сторонніх предметів перешкоджає нормальному пересуванню в приміщенні, заважає прибиранню і приготуванню їжі, підвищує ризик нещасних випадків. Ще більше посилює проблему відсутність нормально функціонуючого туалету, водопроводу, електрики, опалення через вчасно не оплачені рахунки або неналежне технічне обслуговування. З погіршенням житлових умов підвищується пожежна небезпека: мотлох в приміщенні обмежує можливість евакуації при пожежі, в той же час, розташовуючись біля джерел тепла, може спалахнути або служити матеріалом для поширення вогню. Небезпека пожежі посилюється, коли у зв'язку з непрацюючим опаленням збирачі користуються альтернативними джерелами тепла — такими як каміни, печі, гасові або газові обігрівачі.

#### Зоонозні захворювання
Іншим питанням здоров'я є зоонозні захворювання — інфекційні хвороби, які можуть передаватися між людиною і будь-якою іншою хребетною твариною. Зоонозні інфекції можуть призвести до летального результату і являють собою серйозну проблему для системи охорони здоров'я. Найбільш відомими прикладами зоонозних захворювань є бубонна чума, грип і сказ. Домашні тварини становлять більшу частину тварин, що переносять зоонози, і, як наслідок, люди, що займаються збиранням тварин, зазнають особливого ризику зараження. Зоонози, які можуть виникати при великій кількості собак і кішок або внаслідок укусів щурів включають сказ, сальмонельоз, феліноз, нематодози та стригучий лишай. Особливу небезпеку становить токсоплазмоз, що може передаватися людині через фекалії кішок або через погано приготоване м'ясо і викликає важкі вроджені вади або мертвонародження при інфікуванні вагітних жінок. Зоонозні хвороби також викликають різні дерматити.

#### Зневажливе ставлення до себе й жорстоке поводження з людьми похилого віку та дітьми
Виникла в результаті накопичення тварин зневага до здоров'я, свого і близьких, і жорстоке поводження з дітьми визначається як «нездатність забезпечити себе товарами та послугами для задоволення основних потреб» і є незалежним фактором ризику. Збирачі тварин можуть виявитися особами будь-якого віку, хоча зневага до себе в основному властива людям похилого віку. Факт жорстокого поводження з дітьми або літніми людьми виникає, коли з утримувачем тварин живуть інші особи. Це приблизно половина усіх випадків. Про таку ситуацію свідчить те, що збирачі тварин часто живуть за відсутності нормальних санітарно-гігієнічних умов. Як і за тваринами, збирач не в змозі забезпечити належний догляд за членами своєї сім‘ї, які страждають від відсутності предметів першої необхідності та від проблем зі здоров'ям, викликаних необхідністю жити в антисанітарних умовах. В одному випадку двоє дітей у сім'ї, яка утримує 58 кішок та інших тварин, були залишені на другий рік у першому класі через тривалі пропуски занять, пов'язані з респіраторними інфекціями. Зневажливе ставлення до себе і близьких, викликане надмірним накопиченням тварин, являє собою основну небезпеку для здоров'я.

## Проблеми психічного здоров'я
Багато фактів свідчать про наявність значних проблем з психічним здоров'ям збирачів тварин, зв'язок з конкретними психологічними розладами відсутній. Моделі поведінки, виходячи з пояснень збирачів, включають в себе розлад прихильності, обсесивно-компульсивний розлад, деменцію і залежність.

### Маревні розлади
Ознакою того, що у збирачів тварин є симптоми маревного розладу, є відірвана від реальності система переконань. Практично всі збирачі не розуміють ступеня погіршення стану свого житла і здоров'я тварин, при цьому відмовляючись визнати це. До того ж збирачі вважають, що у них є спеціальні здібності спілкуватися з тваринами й/або співчувати їм. При цьому збирачі відкидають будь-які пропозиції допомоги. Така модель поведінки ефективно пояснюється маячними розладами, оскільки в цьому випадку стає зрозумілою очевидна сліпота збирачів тварин щодо реалій своєї ситуації.

### Розлад прихильності
Інша модель, яка була запропонована для пояснення поведінки збирачів тварин, — це розлад прихильності, який в першу чергу був викликаний поганими стосунками з батьками в дитинстві. Розлад прихильності характеризується нездатністю сформувати близькі стосунки з іншими людьми в зрілому віці. У результаті пацієнт, що страждає від розладу прихильності, може звернутися за спілкуванням (зрозуміло, сурогатним) до тварин. Бесіди зі збирачами тварин підтверджують, що вони часто зазнавали насильства у дитинстві, отримавши психологічні травми. Це лежить в основі доказів даної моделі.

### Обсесивно-компульсивний розлад
Імовірно, найбільш повною психологічною моделлю, що пояснює поведінку збирачів тварин, є обсесивно-компульсивний розлад (ОКР). Для ОКР-пацієнтів характерне почуття відповідальності, що переважає все інше; внаслідок цього вони приймають нереальні заходи для виконання покладених на себе обов'язків. Утримувачі тварин також відчувають сильне почуття відповідальності щодо своїх вихованців і накопичують нереально велику кількість тварин, щоб піклуватися про них. Крім того, накопичення неживих предметів, що практикується більшістю збирачів тварин, є досить поширеним явищем у хворих на ОКР. Ці збіги між накопичувачами тварин і хворими на обсесивно-компульсивний розлад дозволяють припустити, що ОКР може бути корисною моделлю для пояснення поведінки збирачів.

## У культурі
На каналі «Animal Planet» є програма «Зізнання: Збирачі тварин» (англ. «Confessions: Animal Hoarding»), в якій друзі та родичі збирачів намагаються допомогти їм, пропонуючи психологічну допомогу, ветеринарне обслуговування і прилаштування їхніх вихованців.
У мультсеріалі «Сімпсони» в ролі збирачки тварин виступає Елеонор Ебернеті (англ. Eleanor Abernathy), відома як «Божевільна Котятниця» (в оригіналі «Crazy Cat Lady»). Вона є психічно хворою жінкою, яка при появі в кадрі голосно кричить і кидає кішок в перехожих.
В епізоді «Новчало» мультсеріалу «Південний парк» від збирання тварин намагалися лікувати пастуха.